# 脇本実
脇本 實（わきもと みのる、1942年 - ）は、日本の数学者。九州大学名誉教授。専門は表現論、特にリー環の表現論
。

## 略歴
1965年 大阪大学理学部物理学科を卒業後
、数学科に編入学し、1967年 卒業。1969年 大坂大学理学研究科数学専攻修士課程修了、1970年 大阪大学助手、1972年 理学博士。1972年 広島大学助教授、三重大学助教授、同教授を経て、1996年 九州大学大学院数理学研究科教授。2005年 同名誉教授。

退官後もMITのヴィクトル・カッツとの共著を含めて活発な研究を継続している。

## 職歴
- 1970年 大阪大学理学部助手
- 1971年 広島大学理学部助手
- 1973年 同 助教授
- 1988年 三重大学教育学部助教授
- 1988年 同 教授
- 1996年 九州大学大学院数理学研究科(院)教授
- 2005年 同 名誉教授

## 業績
リー環の表現論、W代数等に関する多くの論文を書いている。1992年 E.Frenkel, V.Kacと共著

でW代数に対してモジュラー不変性を持つ既約指標の存在、構成法を予想した。このFKW予想は2000年に荒川知幸によって肯定的に解決され、W代数分野の進展に大きく寄与している。

## 受賞および講演歴
- 1998年 ICM 1998 Berlin 招待講演[7]
- 2024年 瑞宝中綬章[8][9]

## 関係する人物
- ヴィクトル・カッツ